# Tom Spencer
Tom Spencer (Nottingham, 10 aprile 1948 – 4 maggio 2023) è stato un politico britannico.

## Biografia
Fu membro del parlamento europeo per la I, la III e la IV legislatura (1979-1984, 1989-1994, 1994-1999). Fu leader del Partito Conservatore inglese nel Parlamento Europeo dal 1995 al 1998 e fu Presidente della commissione parlamentare per gli affari esteri tra il 1997 e il 1999.